# Свети Атанасий (Дупяк)
Вижте пояснителната страница за други значения на Свети Атанасий.
„Свети Атанасий“ (на гръцки: Αγίου Αθανασίου) е православна църква, разположена в костурското село Дупяк (Диспилио), Егейска Македония, Гърция.
В 1953 година върху основите на по-стар храм, построен върху смятан за лековит извор, е издигната нова църква. Осветен е от дупячинина митрополит Никифор Костурски. В 1991 година храмът е разрушен и построен наново за да задоволи нуждите на нарасналото население на Дупяк. В архитектурно отношение църквата е голяма трикорабна базилика с купол и камбанария.